# Remigius Kaufmann
Remigius Kaufmann, né le 20 juillet 1925 à Wil et mort le 28 mars 2011, est une personnalité politique suisse, membre du parti chrétien-social.

## Biographie
Après avoir suivi ses études de droit aux universités de Fribourg et Zurich, il passe son doctorat en 1954 avec une thèse sur l'impôt sur le revenu dans le canton de Saint-Gall, puis obtient son diplôme d'avocat. 
Sur le plan politique, il est élu au Grand Conseil saint-gallois de 1968 à 1972, puis au Conseil national de 1972 à 1983 dans le groupe PDC. Actif dans le domaine de la protection de l'environnement ainsi que dans la politique financière, il sera en particulier président du conseil administratif catholique du canton de Saint-Gall jusqu'en 1995.

## Publications
- (de) Die St. Gallische Einkommensteuer, Objekt und Bemessung, Keller, 1956 (ASIN B0000BK1AN)
- (de) Die steuerliche Behandlung des Schulderlasses, 1986 (ISBN 978-3258036212)
- (de) Remigius Kaufmann, Otmar Mäder, Werner Vogler et Paul Oberholzer, Zwischen Kirche und Staat: 175 Jahre Katholischer Konfessionsteil des Kantons St. Gallen. 1813-1988, Verlag am Klosterhof, 1987 (ISBN 978-3906616186)